# Pedro António Avondano
Pedro António Avondano, (Lisboa,  16 de abril de 1714 - Lisboa, 1782), foi um violinista e compositor português de ascendência italiana. Seu pai, Pietro Giorgio Avondano, de Génova, era violinista da corte de D. João V, sendo então um dos muitos músicos italianos presentes na corte portuguesa, enriquecida pelo afluxo de ouro do Brasil. 
Avondano foi compositor e primeiro-violino da Real Câmara de D. João V. Assim como Domenico Scarlatti, à época também contratado pela corte de Portugal, Pedro António Avondano é particularmente notável por suas sonatas para cravo e pela música sacra. Mas também escreveu óperas, como Zenobia (completamente desconhecida até hoje), Berenice e Didone (com libretos de Metastasio), e Il Filosofo di Campagna (a partir do texto do escritor Carlo Goldoni). Das três últimas são conhecidas apenas alguns trechos. A única que sobreviveu na íntegra foi Il Mondo della Luna, também de Goldoni.
Após o terramoto de 1755, desempenhou um papel importantíssimo na reorganização da Irmandade de Santa Cecília, associação profissional à qual todos os músicos profissionais da época eram legalmente obrigados a pertencer, o que lhe permitiu ajudar outros músicos em dificuldades.
No início de 1760, Avondano era um dos músicos mais influentes da capital. Foi eleito secretário da Irmandade de Santa Cecília em sessão que teve lugar em sua casa, a 27 de junho de 1765. Além de pertencer à muito bem paga Orquestra da Real Câmara, atuava frequentemente como instrumentista, tanto em cerimónias civis como religiosas. Seus rendimentos permitiram-lhe comprar, por 480 reis, o Grau de Cavaleiro da Ordem de Cristo, em 15 de junho de 1767.
Organizava também saraus e bailes, especialmente  da colónia inglesa em Portugal. A partir de 1766, organizou, também em sua casa,  um clube denominado "Assembleia das Nações Estrangeiras", onde as várias comunidades se encontravam, dançavam e jogavam cartas duas vezes por semana.  Ali foram promovidos os primeiros concertos públicos na cidade de Lisboa.
No entanto durante o reinado de D. Maria I, seu prestígio parece ter decaído nos círculos musicais da corte.
Uma parte dos manuscritos de Avondano desapareceu, provavelmente durante o terramoto. Do que restou, uma parte considerável encontra-se dispersa por várias bibliotecas europeias.
Pedro António Avondano morreu em Lisboa, aos 68 anos .

## Obras principais
- Il mondo della luna (burletta)
- Berenice (ópera)
- Il Filosofo di campagna (ópera)
- Morte d'Abel (oratório)
- Il voto di Jefte (oratório)
- Adão e Eva (oratório)

Escreveu também diversas árias para cravo e minuetos para dois violinos e baixo. O oratório Morte d'Abel foi recuperado em edição crítica,  baseada na única cópia manuscrita conhecida, conservada na Biblioteca Estatal de Berlim, e teve sua reestreia mundial a cargo da orquestra Divino Sospiro, em fevereiro de 2012.

### Edições
- Forty-nine Lisbon minuets by Pedro Antonio Avondano,  ed. Mary Farrar Hatchette, Tulane University of Louisiana, 1971 - 334 pp.

### Gravações
- Avondano. Sonata in C major. Sousa Carvalho. Toccata in G minor, Allegro in D major. Ruggero Gerlin (cravo (instrumento)||Harpsichord). Philips © 835769I.Y LP, 1967
- Harpsichord works. Rosana Lanzelotte. Portugaler, 2006.[12]
- 1700 The Century of the Portuguese. Divino Sospiro. Reg. Enrico Onofri. Soprano: Gemma Bertagnoli. Dynamic. Serie Musica Antica.